# Parapimelodus
Parapimelodus es un género de peces de agua dulce de la familia Pimelodidae en el orden Siluriformes. Sus 2 especies habitan en aguas templado-cálidas del centro-este de América del Sur, y son denominadas comúnmente bagres porteñitos, bagaritos o bagres trompudos. La mayor longitud que alcanza ronda los 18,6 cm.

## Distribución
Este género se encuentra en ríos de aguas subtropicales del centro-este de América del Sur, en el Paraguay, el nordeste de la Argentina, el Uruguay y el sur del Brasil.
Las dos especies que lo integran son alopátricas. P. valenciennis habita en la cuenca del Plata, en los ríos de la Plata, Uruguay, Paraná medio y Paraguay. P. nigribarbis se limita a drenajes atlánticos en el sistema de la laguna de los Patos.

## Especies
Este género se subdivide en sólo 2 especies:
- Parapimelodus nigribarbis (Boulenger, 1889)
- Parapimelodus valenciennis (Lütken, 1874)